# Oded Lev-Ari
Oded Lev-Ari (* 1975 in Tel-Aviv) ist ein israelischer Jazzmusiker (Piano, Komposition, Arrangement, Dirigat) und Musikproduzent.

## Leben und Wirken
Lev-Ari absolvierte die Thelma Yelin High School for the Arts, wo er sich schnell mit seiner Klassenkameradin Anat Cohen anfreundete. Er leistete seinen Militärdienst im Orchester der israelischen Streitkräfte ab; von 1993 bis 1996 war er Hausarrangeur für die Fernseh-Talkshow Dan Shilon - Live! Als Stipendiat des America Israel Cultural Fund studierte er am New England Conservatory in Boston bei Bob Brookmeyer und schloss mit Auszeichnung ab. 
Lev-Aris Arrangements für Anat Cohens Album Noir (2007) mit ihrer an Gil Evans erinnernden Orchestrierung erregten bei der Kritik Aufsehen. Er hat mehr als 500 Arrangements und Kompositionen für Kammer- und Bläserensembles, Big Band und Sinfonieorchester sowie verschiedene Jazz-Combos geschrieben, darunter auch für Cohens Alben Luminosa und Triple Helix.
2015 veröffentlichte er sein Debütalbum unter eigenem Namen, Threading im April, beim Label Anzic Records, das er mit Anat Cohen besitzt und leitet. Als Produzent ist er für Alben der 3 Cohens, von Anat Cohen, Marty Ehrlich, Amy Cervini und Melissa Stylianou und des Vocal-Trios Duchess mit Cervini, Stylianou und Hilary Gardner verantwortlich. Mit den 3 Cohens und der von ihm geleiteten WDR Big Band entstand das Livealbum Interaction (Anzic, 2025).